# Hiệp hội các trường học, đại học và cao đẳng khu vực phía Tây Hoa Kỳ
Hiệp hội các trường học, đại học và cao đẳng khu vực phía Tây Hoa Kỳ (Western Association of Schools and Colleges) là một tổ chức cung cấp sự công nhận của các trường đại học công lập và tư thục, cao đẳng, trung học và tiểu học ở California và Hawaii, các lãnh thổ của đảo Guam, Samoa và Quần đảo Bắc Ma-ri-a-na, ngoài Quần đảo Marshall, Liên bang Micronesia, Palau, Thái Bình Dương Vành đai, Peru và Đông Á.
Nhiệm vụ của Hiệp Hội là thúc đẩy sự hoàn thiện trong giáo dục bậc tiểu học, trung học, thành niên, và sau trung học bằng cách khuyến khích sự cải tiến của trường qua quá trình duy trì đánh giá và công nhận các trường đáp ứng yêu cầu chất lượng thông qua kiểm định và phù hợp với tiêu chuẩn. Website chính thức của WASC là www.acswasc.org